# 17192 Loharu
17192 Loharu è un asteroide della fascia principale. Scoperto nel 1999, presenta un'orbita caratterizzata da un semiasse maggiore pari a 2,5254487 UA e da un'eccentricità di 0,0939581, inclinata di 4,62834° rispetto all'eclittica.